# Chicago, ovvero: Vampate nere
Chicago, conosciuto anche col titolo alternativo Vampate nere (Chicago) è un film muto del 1927 diretto da Frank Urson. Tratto dalla commedia di Maurine Dallas Watkins che ripercorre la vera storia dell'omicidio di Beulah Annan sotto il nome fittizio di Roxie Hart, il film vede nei panni dei due personaggi femminili le attrici Phyllis Haver e Julia Faye.

## Produzione
Prodotto dalla DeMille Pictures Corporation, il film venne girato in California, nei Culver Studios al 9336 m di W. Washington Blvd., a Culver City.

### Cast
- Frank Urson (1887-1928). Chicago fu l'ultimo - e più importante - film girato da Urson, più noto come direttore della fotografia. Dopo aver completato il film, Urson tornò a lavorare con Cecil B. DeMille come suo assistente in The Godless Girl ma, il 17 agosto 1928 morì annegato in un lago[2].

## Distribuzione
Il film venne presentato in prima a New York il 23 dicembre 1927 con le musiche di Cecil Copping. Negli Stati Uniti, il film fu distribuito dalla Pathé Exchange, Incorporated. Lo Hays Office contestò alcune scene del film i cui sottotitoli contenevano delle parolacce e annotò l'esibizione eccessiva di gambe femminili nella scena della lotta in carcere. Pur se vennero suggeriti dei tagli, alle proiezioni per la stampa il film venne proiettato integro. In diversi stati, però, il film venne censurato e nelle province canadesi dell'Alberta e della Nuova Scozia, il film fu respinto perché di "bassa moralità".
Il film ebbe una distribuzione internazionale, uscendo nel 1928 in Austria e in Germania, il 18 novembre 1929 in Finlandia, il 6 gennaio 1930 in Estonia, il 18 febbraio 1931 in Portogallo. In Italia, distribuita dalla P.D.C., ottenne nel 1928 il visto di censura numero 24431.
La pellicola, conservata in una copia in nitrato negli archivi personali della collezione Cecil B. DeMille, è stata restaurata nel 2006 dall'UCLA in una versione leggermente più lunga di quella distribuita nel 1927 che venne presentata nell'ottobre 2006 al Chicago International Film Festival. Nel 2010, il film è stato distribuito in DVD dalla Flicker Alley.

### Remake
La storia verrà ripresa dal musical di Broadway del 1975 e poi dal cinema con Rob Marshall che ne farà nel 2002 un film musicale interpretato da Renée Zellweger, Catherine Zeta-Jones e Richard Gere.